# Quỹ phòng hộ
Các quỹ phòng hộ, quỹ tự bảo hiểm rủi ro hay quỹ đối xung (hedge fund) là các quỹ đầu tư tư nhân được quản lý chủ động. Họ đầu tư vào một phạm vi đa dạng các thị trường, công cụ và chiến lược đầu tư và phụ thuộc vào các quy định hạn chế của đất nước họ. Các quy định của Hoa Kỳ giới hạn tham gia quỹ phòng hộ đến các lớp nhất định của các nhà đầu tư được công nhận.
Các quỹ phòng hộ thường là mở, và cho phép bổ sung hoặc rút tiền của các nhà đầu tư của họ. Giá trị một quỹ phòng hộ được tính như giá trị tài sản ròng của một cổ phần quỹ, có nghĩa là tăng và giảm trong giá trị tài sản đầu tư của quỹ (và chi phí quỹ) được phản ánh trực tiếp vào số tiền mà nhà đầu tư sau này có thể rút.
Hầu hết các chiến lược đầu tư của quỹ phòng hộ nhằm mục đích đạt được một hoàn vốn đầu tư tích cực bất kể thị trường là tăng hoặc giảm. Các nhà quản lý quỹ phòng hộ thường đầu tư tiền của mình trong quỹ mà họ quản lý, phục vụ để gắn kết lợi ích riêng của họ với lợi ích của những nhà đầu tư trong quỹ. Một quỹ phòng hộ thường trả tiền cho người quản lý đầu tư một khoản phí quản lý hàng năm, đó là một tỷ lệ phần trăm của các tài sản của quỹ, và phí thực hiện nếu giá trị tài sản ròng quỹ tăng trong năm. Một số quỹ phòng hộ có giá trị tài sản ròng vài tỷ USD. Tính đến  năm 2009, các quỹ phòng hộ đại diện cho 1,1% tổng số vốn và tài sản được nắm giữ của các tổ chức tài chính. Đến tháng 4 năm 2012, quy mô ước tính của công nghiệp quỹ phòng hộ toàn cầu là 2.13 nghìn tỷ USD.
Bởi vì các quỹ phòng hộ không được bán cho công chúng hoặc các nhà đầu tư nhỏ lẻ, các quỹ này và các nhà quản lý của họ có lịch sử được miễn một số các quy định chi phối các nhà quản lý quỹ và đầu tư khác liên quan với cách quỹ có thể được cấu trúc và cách các chiến lược và kỹ thuật được sử dụng. Quy định thông qua tại Hoa Kỳ và châu Âu sau khi cuộc khủng hoảng tín dụng năm 2008 được dự định để tăng giám sát chính phủ đối với các quỹ phòng hộ và loại bỏ những khoảng trống pháp lý nhất định.

## Lịch sử
Trong thời gian thị trường tăng của Mỹ những năm 1920, đã có nhiều phương tiện đầu tư tư nhân cho các nhà đầu tư giàu có. Của thời kỳ đó, được biết đến nhiều nhất hiện nay, là Graham-Newman Partnership thành lập bởi Benjamin Graham và Jerry Newman, được trích dẫn bởi Warren Buffett trong một bức thư năm 2006 cho Bảo tàng Tài chính Mỹ, như một quỹ phòng hộ sơ khai.
Nhà báo tài chính Alfred W. Jones được coi là người khởi xướng sử dụng cụm từ "quỹ phòng hộ"  và được coi một cách sai lầm là người tạo ra cấu trúc quỹ phòng hộ đầu tiên vào năm 1949. Jones gọi quỹ của ông là "được phòng hộ", một thuật ngữ sau đó thường được sử dụng trên phố Wall, để mô tả việc quản lý rủi ro đầu tư do các thay đổi trong thị trường tài chính. Năm 1968 đã có gần 200 quỹ phòng hộ, và quỹ của các quỹ đầu tiên sử dụng các quỹ phòng hộ được tạo ra vào năm 1969 tại Genève.
Trong những năm 1970 các quỹ phòng hộ chuyên tâm trong một chiến lược duy nhất, và hầu hết các nhà quản lý quỹ theo mô hình mua/bán cổ phần. Nhiều quỹ phòng hộ bị đóng cửa trong suy thoái 1969-1970 và sụp đổ thị trường chứng khoán 1973-1974 do thua lỗ nặng nề. Chúng đã nhận được sự chú ý lại vào cuối thập niên 1980. Trong thập niên 1990 số lượng các quỹ phòng hộ tăng đáng kể, được tài trợ với của cải được tạo ra trong sự tăng cao của thị trường chứng khoán thập niên 1990. Lợi ích tăng là do cơ cấu bồi thường bằng lãi suất phù hợp (tức là lợi ích tài chính phổ biến) và hứa hẹn hoàn vốn cao hơn. Qua thập kỷ tiếp theo các chiến lược quỹ phòng hộ được mở rộng bao gồm: chênh lệch tín dụng, nợ khốn cùng, thu nhập cố định, định lượng, và đa chiến lược. Các nhà đầu tư tổ chức của Mỹ như các quỹ lương hưu và quỹ cấp vốn đã bắt đầu phân bổ phần lớn danh mục đầu tư của họ tới các quỹ phòng hộ.
Trong thập kỷ đầu tiên của thế kỷ 21, các quỹ phòng hộ trở nên phổ biến trên toàn thế giới và đến năm 2008, ngành công nghiệp quỹ phòng hộ trên toàn thế giới nắm giữ 1,93 nghìn tỷ đô la Mỹ trong tài sản thuộc quyền quản lý (AUM). Tuy nhiên, cuộc khủng hoảng tài chính năm 2008 làm cho nhiều quỹ phòng hộ hạn chế nhà đầu tư rút tiền và sự phổ biến cũng như tổng số AUM của chúng đã giảm. Tổng AUM đã hồi phục và trong tháng 4 năm 2011 ước tính đạt gần 2 nghìn tỷ USD. Tính đến  tháng 2 năm 2011, 61% đầu tư toàn cầu trong các quỹ phòng hộ đến từ các nguồn tổ chức. Đến tháng 6 năm 2011, các quỹ phòng hộ có AUM lớn nhất là Bridgewater Associates (US$58,9 tỉ), Man Group (US$39,2 tỉ), Paulson & Co. (US$35,1 tỉ), Brevan Howard (US$31 tỉ), và Och-Ziff (US$29,4 tỉ). Bridgewater Associates, có 70 tỷ USD thuộc quyền quản lý tính đến  ngày 1 tháng 3 năm 2012. Vào cuối năm đó, 241 quỹ phòng hộ lớn nhất tại Hoa Kỳ nắm giữ chung 1,335 nghìn tỷ USD. Vào tháng 4 năm 2012, công nghiệp quỹ phòng hộ đạt đỉnh cao kỷ lục 2,13 nghìn tỷ USD tổng tài sản thuộc quyền quản lý.

## Các chiến lược
Các quỹ phòng hộ sử dụng một loạt các chiến lược hoạt động trao đổi nhưng phân loại chúng là khó khăn do sự thay đổi và biến hóa nhanh chóng của chúng. Tuy nhiên, các chiến lược quỹ phòng hộ thường được cho là rơi vào bốn loại chính: vĩ mô toàn cầu, định hướng, hướng sự kiện, và giá trị tương đối (hưởng chênh lệch). Bốn thể loại này được phân biệt bởi phong cách đầu tư và mỗi thể loại đều có nguy cơ và đặc điểm hoàn vốn riêng của chúng. Các quỹ tương lai được quản lý hoặc đa chiến lược có thể không phù hợp với các thể loại này, nhưng dù sao cũng là những chiến lược phổ biến với các nhà đầu tư. Các quỹ phòng hộ có thể cam kết theo đuổi một chiến lược nhất định hoặc sử dụng nhiều chiến lược để cho phép sự linh hoạt, cho các mục đích quản lý rủi ro, hoặc để đạt được thu hồi vốn đa dạng. Bản cáo bạch của quỹ phòng hộ, còn được gọi là ghi nhớ cung cấp, cung cấp cho các nhà đầu tư tiềm năng thông tin về các khía cạnh quan trọng của quỹ, bao gồm chiến lược của quỹ đầu tư, hình thức đầu tư và giới hạn đòn bẩy.
Các yếu tố góp phần vào chiến lược quỹ phòng hộ bao gồm: phương pháp tiếp cận của quỹ đầu tư với thị trường; công cụ đặc thù được sử dụng; khu vực thị trường mà quỹ chuyên tâm (ví dụ như y tế); phương pháp được sử dụng để lựa chọn đầu tư; và số lượng đa dạng hóa trong quỹ. Có rất nhiều phương pháp tiếp cận thị trường tới các loại tài sản khác nhau, bao gồm vốn cổ phần, thu nhập cố định, hàng hóa và tiền tệ. Các công cụ được sử dụng bao gồm: cổ phần, thu nhập cố định, tương lai, quyền chọn và hoán đổi. Các chiến lược có thể được chia thành những thứ trong đó các đầu tư có thể được lựa chọn bởi các nhà quản lý, được gọi là "tùy ý/định tính", hoặc những thứ trong đó đầu tư được lựa chọn bằng cách sử dụng một hệ thống máy tính hóa, được gọi là "hệ thống/định lượng". Số lượng đa dạng hóa trong quỹ có thể khác nhau, các quỹ có thể là đa chiến lược, đa quỹ, đa thị trường, đa nhà quản lý hoặc kết hợp.
Đôi khi chiến lược quỹ phòng hộ được mô tả như hoàn vốn tuyệt đối và được phân loại là trung lập thị trường hay định hướng. Các quỹ trung lập thị trường có mối tương quan ít hơn với diễn biến thị trường tổng thể bằng cách "trung hòa" tác động của các dao động thị trường, trong khi các quỹ định hướng sử dụng các xu hướng và sự không nhất quán trên thị trường và có tiếp xúc nhiều hơn với những biến động của thị trường.

### Vĩ mô toàn cầu
Các quỹ phòng hộ sử dụng chiến lược đầu tư vĩ mô toàn cầu nắm giữ các vị thế đáng kể trong các thị trường cổ phiếu, trái phiếu hay tiền tệ để đề phòng các sự kiện kinh tế vĩ mô toàn cầu nhằm tạo ra một hoàn vốn được điều chỉnh rủi ro. Các nhà quản lý quỹ vĩ mô toàn cầu sử dụng các phân tích kinh tế vĩ mô ("bức tranh lớn") dựa trên các sự kiện và xu hướng thị trường toàn cầu để xác định các cơ hội đầu tư sẽ thu lợi từ các biến động giá dự kiến. Trong khi các chiến lược vĩ mô toàn cầu có một số lượng lớn tính linh hoạt do khả năng sử dụng đòn bẩy của chúng để có các vị thế lớn trong các đầu tư đa dạng trên nhiều thị trường, việc định thời gian thực hiện các chiến lược này là quan trọng để tạo ra các hoàn vốn hấp dẫn, được điều chỉnh rủi ro. Vĩ mô toàn cầu thường được phân loại như là chiến lược đầu tư định hướng.
Các chiến lược vĩ mô toàn cầu có thể được chia thành các phương pháp tiếp cận tùy ý và có hệ thống. Giao dịch tùy ý được thực hiện bởi các nhà quản lý đầu tư, những người xác định và lựa chọn đầu tư; giao dịch hệ thống dựa trên các mô hình toán học và thực hiện bởi phần mềm với sự tham gia hạn chế của con người ngoài việc lập trình và cập nhật phần mềm. Những chiến lược này cũng có thể được chia thành các cách tiếp cận xu hướng hoặc ngược xu hướng phụ thuộc vào việc quỹ cố gắng thu lợi nhuận từ việc theo các xu hướng (dài hay ngắn hạn) hoặc cố gắng dự đoán và thu lợi nhuận từ các đảo ngược xu hướng.
Trong các chiến lược vĩ mô toàn cầu, có các tiểu chiến lược bao gồm "được đa dạng hệ thống", trong đó các quỹ mua bán trong các thị trường đa dạng, hoặc "tiền tệ hệ thống", trong đó quỹ mua bán trong các thị trường tiền tệ. Các tiểu chiến lược khác bao gồm những chiến lược được khai thác bởi các nhà tư vấn giao dịch hàng hóa (CTA), trong đó quỹ mua bán các tương lai (hoặc quyền chọn) trong các thị trường hàng hóa hoặc các giao dịch hoán đổi. Các quỹ này còn dược gọi là quỹ tương lai có quản lý. Các CTA mua bán hàng hóa (như vàng) và các công cụ tài chính, bao gồm các chỉ số chứng khoán. Ngoài ra họ còn nắm giữ các trường vị và đoản vị, cho phép họ thu lợi nhuận trong cả các biến động lên và biến động xuống của thị trường.

### Định hướng
Các chiến lược đầu tư định hướng sử dụng các trào lưu thị trường, xu hướng, hoặc các không nhất quán khi chọn các cổ phiếu trên nhiều thị trường. Các mô hình máy tính có thể được sử dụng, hoặc các nhà quản lý quỹ sẽ xác định và lựa chọn đầu tư. Các loại chiến lược này có một tiếp xúc với những biến động chung của thị trường nhiều hơn so với các chiến lược trung lập thị trường. Quỹ phòng hộ chiến lược định hướng bao gồm các quỹ phòng hộ mua/bán cổ phần Hoa Kỳ và quốc tế, trong đó các vị thế mua vốn cổ phần được phòng hộ với các bán khống vốn cổ phần hoặc các quyền chọn chỉ số vốn cổ phần.
Trong các chiến lược định hướng, có một số tiểu chiến lược. Các quỹ "thị trường mới nổi" tập trung vào các thị trường mới nổi như Trung Quốc và Ấn Độ, trong khi "các quỹ lĩnh vực" chuyên về các lĩnh vực cụ thể bao gồm công nghệ, y tế, công nghệ sinh học, dược phẩm, năng lượng và vật liệu cơ bản. Các quỹ sử dụng chiến lược "tăng trưởng cơ bản" đầu tư vào các công ty có lợi nhuận tăng trưởng hơn so với thị trường cổ phiếu tổng thể hoặc lĩnh vực có liên quan, trong khi các quỹ sử dụng chiến lược "giá trị cơ bản" đầu tư vào các công ty bị định giá thấp. Các quỹ sử dụng các kỹ thuật định lượng để đầu cơ tài chính vốn cổ phần được mô tả như sử dụng chiến lược "định hướng định lượng". Các quỹ sử dụng chiến lược "bán khống" tận dụng lợi thế của giá vốn cổ phần giảm bằng cách sử dụng các vị thế bán.

### Hướng sự kiện
Các chiến lược hướng sự kiện liên quan tới các tình huống, trong đó cơ hội và rủi ro đầu tư cơ sở có liên quan đến một sự kiện. Một chiến lược đầu tư hướng sự kiện tìm kiếm cơ hội đầu tư trong các sự kiện giao dịch công ty như hợp nhất, mua lại, tái cấp vốn, phá sản, và thanh lý. Các nhà quản lý khai thác chiến lược như vậy tận dụng sự thiếu nhất quán định giá trên thị trường trước hoặc sau các sự kiện như vậy, và nắm một vị thế dựa trên sự chuyển động dự đoán của chứng khoán hoặc các chứng khoán đang xem xét. Các nhà đầu tư tổ chức lớn như các quỹ phòng hộ có nhiều khả năng để theo đuổi chiến lược đầu tư hướng sự kiện hơn các nhà đầu tư vốn cổ phần truyền thống bởi vì họ có chuyên môn và nguồn lực để phân tích các sự kiện giao dịch công ty cho các cơ hội đầu tư.
Các sự kiện giao dịch công ty nói chung được chia thành ba loại: chứng khoán khốn cùng, hưởng chênh lệch rủi ro và các tình huống đặc biệt. Chứng khoán đau khổ bao gồm các sự kiện như tái cơ cấu, tái cấp vốn, và phá sản. Một chiến lược đầu tư các chứng khoán khốn cùng liên quan đến việc đầu tư vào trái phiếu hoặc các khoản vay của các công ty đang phải đối mặt với phá sản hoặc khủng hoảng tài chính nghiêm trọng, khi các trái phiếu hoặc các khoản vay này đang được giao dịch với một mức chiết khấu so với giá trị của chúng. Những người quản lý quỹ phòng hộ theo đuổi chiến lược đầu tư nợ khốn cùng nhắm vào việc lợi dụng các mức giá trái phiếu suy yếu. Các quỹ phòng hộ mua nợ khốn cùng có thể ngăn chặn những công ty này khỏi phá sản, do việc mua lại như vậy ngăn cản những tịch thu bởi các ngân hàng. Trong khi đầu tư hướng sự kiện nói chung có xu hướng phát triển mạnh trong một thị trường bò, đầu tư khốn cùng hoạt động tốt nhất trong một thị trường gấu.
Hưởng chênh lệch rủi ro hay hưởng chênh lệch sáp nhập bao gồm các sự kiện như sáp nhập, mua lại, thanh lý, và tiếp quản thù địch. Hưởng chênh lệch rủi ro thường liên quan đến việc mua và bán cổ phiếu của hai hay nhiều công ty đang sáp nhập để tận dụng lợi thế của các khác biệt thị trường giữa giá mua lại và giá cổ phiếu. Yếu tố rủi ro phát sinh từ khả năng việc sáp nhập hoặc mua lại sẽ không diễn ra theo kế hoạch; các nhà quản lý quỹ phòng hộ sẽ sử dụng nghiên cứu và phân tích để xác định xem liệu sự kiện này sẽ diễn ra hay không.
Các trường hợp đặc biệt là những sự kiện có ảnh hưởng đến giá trị của cổ phiếu của một công ty, bao gồm tái cơ cấu của một công ty hay các nghiệp vụ công ty bao gồm chia tách, mua lại cổ phần, phát hành/mua lại chứng khoán, bán tài sản, hoặc các tình huống định hướng xúc tác khác. Để tận dụng các tình huống đặc biệt người quản lý quỹ phòng hộ phải xác định xem sự kiện sắp tới sẽ tăng hay giảm giá trị vốn cổ phần và các công cụ vốn cổ phần liên quan của công ty.
Các chiến lược hướng sự kiện khác bao gồm: chiến lược hưởng chênh lệch tín dụng, tập trung vào chứng khoán thu nhập cố định doanh nghiệp; một chiến lược hoạt động, khi quỹ chiếm vị trí lớn trong các công ty và sử dụng quyền sở hữu để tham gia quản lý; một chiến lược dựa trên dự đoán phê chuẩn cuối cùng của các loại dược phẩm mới; và chiến lược xúc tác pháp lý, chuyên về các công ty dính líu vào các vụ kiện lớn.

### Giá trị tương đối
Các chiến lược hưởng chênh lệch giá trị tương đối tận dụng lợi thế của các sự khác biệt tương đối về giá giữa các chứng khoán. Sự khác biệt giá này có thể xảy ra do việc định giá sai chứng khoán so với chứng khoán liên quan, chứng khoán cơ sở hoặc thị trường tổng thể. Các nhà quản lý quỹ phòng hộ có thể sử dụng các loại phân tích để xác định sự khác biệt giá trong các chứng khoán, bao gồm các phương pháp toán học, kỹ thuật hay cơ bản. Giá trị liên quan thường được sử dụng như một từ đồng nghĩa với trung hòa thị trường, do các chiến lược trong thể loại này thường có rất ít hoặc không có tiếp xúc thị trường định hướng tới thị trường nói chung. Các chiến lược phụ giá trị tương đối khác bao gồm:
- Chênh lệch thu nhập cố định: khai thác sự không hiệu quả giá cả giữa các chứng khoán thu nhập cố định có liên quan.
- Trung hòa thị trường vốn cổ phần: khai thác các khác biệt trong giá cổ phiếu bằng cách nắm giữ các vị thế trường vị và đoản vị các cổ phiếu trong cùng lĩnh vực, cùng ngành công nghiệp, cùng vốn hóa thị trường, cùng đất nước, điều này tạo ra một hàng rào chống lại các nhân tố thị trường rộng lớn hơn.
- Hưởng chênh lệch chuyển đổi: khai thác sự không hiệu quả giá cả giữa các chứng khoán chuyển đổi và các cổ phiếu tương ứng.
- Chứng khoán được bảo đảm bằng tài sản (được đảm bảo bằng tài sản thu nhập cố định): chiến lược hưởng chênh lệch thu nhập cố định bằng cách sử dụng các chứng khoán có tài sản bảo đảm.
- Mua/bán tín dụng: giống như mua/bán vốn cổ phần nhưng trong các thị trường tín dụng thay vì thị trường vốn cổ phần.
- Hưởng chênh lệch thống kê: bằng cách xác định sự không hiệu quả giá cả giữa các chứng khoán thông qua các kỹ thuật mô hình toán học
- Hưởng chênh lệch biến động: khai thác sự thay đổi trong biến động mặc nhiên thay vì sự thay đổi trong giá cả.
- Các thay thế lợi suất: các chiến lược không hưởng chênh lệch thu nhập cố định dựa trên lợi suất thay vì giá cả.
- Hưởng chênh lệch quy định: thực hành sự lợi dụng của các khác biệt pháp lý giữa hai hoặc nhiều thị trường.
- Hưởng chênh lệch rủi ro: khai thác sự khác biệt trên thị trường giữa giá mua lại và giá cổ phiếu.

### Các chiến lược khác
Ngoài những chiến lược trong bốn loại chính, có một số chiến lược không phù hợp với phân loại này hoặc có thể áp dụng trên một vài chiến lược nêu trên.
- Quỹ của các quỹ phòng hộ (đa người quản lý): một quỹ phòng hộ với một danh mục đầu tư được đa dạng hóa của một số quỹ phòng hộ một người quản lý tài sản cơ bản.
- Đa chiến lược: một quỹ phòng hộ sử dụng một sự kết hợp của các chiến lược khác nhau để giảm thiểu rủi ro thị trường.
- Đa người quản lý: một quỹ phòng hộ trong đó đầu tư được lan tỏa khắp các nhà tiểu quản lý riêng biệt đầu tư trong chiến lược của mình.
- Quỹ 130-30: quỹ đầu tư với 130% vị thế mua (trường vị) và 30% vị thế bán (đoản vị), để lại một vị thế mua ròng 100%.
- Ngang bằng rủi ro: cân bằng rủi ro bằng cách phân bổ kinh phí cho một loạt các thể loại trong khi tối đa hóa lợi nhuận thông qua hoạt động đòn bẩy tài chính.

## Rủi ro
Bởi vì các đầu tư trong các quỹ phòng hộ có thể bổ sung sự đa dạng hóa vào các danh mục đầu tư, các nhà đầu tư có thể sử dụng chúng như một công cụ để giảm các tiếp xúc rủi ro danh mục đầu tư tổng thể của họ. Các nhà quản lý của các quỹ phòng hộ sử dụng các chiến lược và các công cụ kinh doanh cụ thể với mục đích cụ thể của việc giảm rủi ro thị trường để tạo ra thu hồi vốn được điều chỉnh rủi ro, phù hợp với mức độ rủi ro mong muốn của các nhà đầu tư. Các quỹ phòng hộ tạo ra hoàn vốn một cách lý tưởng tương đối không liên quan với các chỉ số thị trường. Trong khi "phòng hộ" có thể là một cách để giảm rủi ro của một đầu tư, các quỹ phòng hộ, giống như tất cả các loại đầu tư khác, không được miễn dịch với rủi ro. Theo một báo cáo của Hennessee Group, các quỹ phòng hộ là ít biến động hơn khoảng một phần ba so với S&P 500 từ năm 1993 đến năm 2010.

### Quản lý rủi ro
Tại hầu hết các nước, các nhà đầu tư trong các quỹ phòng hộ được yêu cầu phải là các nhà đầu tư đủ trình độ và sành sỏi, những người được cho là phải nhận thức được những rủi ro đầu tư, và chấp nhận các rủi ro vì lợi nhuận tiềm năng liên quan đến những rủi ro này. Các nhà quản lý quỹ có thể khai thác rộng rãi các chiến lược quản lý rủi ro để bảo vệ quỹ và các nhà đầu tư. Theo Financial Times, "các quỹ phòng hộ lớn có một số thực hành quản lý rủi ro tinh tế và chính xác nhất hơn bất cứ nơi nào trong quản lý tài sản." Các nhà quản lý quỹ phòng hộ có thể nắm giữ một số lượng lớn các vị thế đầu tư trong những khoảng thời gian ngắn và có thể có một hệ thống quản lý rủi ro toàn diện đặc biệt tại chỗ. Các quỹ có thể có các "cán bộ rủi ro", những người đánh giá và quản lý rủi ro nhưng không được tham gia vào hoạt động trao đổi, và có thể khai thác các chiến lược chẳng hạn như các mô hình rủi ro danh mục đầu tư chính thức. Một loạt các kỹ thuật và các mô hình đo lường có thể được sử dụng để tính toán rủi ro phát sinh bởi các hoạt động của một quỹ phòng hộ; các nhà quản lý quỹ có thể sử dụng các mô hình khác nhau tùy thuộc vào cấu trúc và chiến lược đầu tư của quỹ của họ. Một số yếu tố, chẳng hạn như độ chuẩn tắc của hoàn vốn, không phải luôn luôn được giải thích bởi các phương pháp đo lường rủi ro thông thường. Các quỹ mà sử dụng giá trị khi rủi ro như một đo lường rủi ro có thể bù đắp cho điều này bằng cách sử dụng thêm các mô hình như Tháo chạy vốn và "thời gian dưới nước" để đảm bảo mọi rủi ro đã được nắm bắt.
Ngoài việc đánh giá các rủi ro liên quan đến thị trường có thể phát sinh từ một đầu tư, các nhà đầu tư thường sử dụng thẩm định hoạt động để đánh giá nguy cơ lỗi hoặc gian lận tại một quỹ phòng hộ có thể dẫn đến thiệt hại cho nhà đầu tư. Các cân nhắc sẽ bao gồm việc tổ chức và quản lý hoạt động tại các nhà quản lý quỹ đầu tư, liệu chiến lược đầu tư có khả năng bền vững hay không và khả năng của quỹ để phát triển như một công ty.

### Các quan tâm về tính minh bạch và có điều tiết
Vì các quỹ phòng hộ là thực thể tư nhân và có ít yêu cầu công bố công khai, điều này đôi khi bị coi là thiếu minh bạch. Một nhận thức chung của các quỹ phòng hộ là các nhà quản lý của họ không phải chịu sự giám sát quy định và/hoặc các yêu cầu đăng ký như nhiều nhà quản lý đầu tư tài chính khác, và dễ bị những rủi ro mang phong cách quản lý cụ thể riêng như trôi phong cách, các vận hành lỗi, hoặc gian lận. Các quy định mới được giới thiệu tại Mỹ và Liên minh châu Âu vào năm 2010 đòi hỏi các nhà quản lý quỹ phòng hộ báo cáo thêm thông tin, dẫn đến sự minh bạch hơn. Ngoài ra, các nhà đầu tư, đặc biệt là các nhà đầu tư tổ chức, đang khuyến khích các phát triển hơn nữa trong quản lý rủi ro quỹ phòng hộ, thông qua các thực hành nội bộ và các yêu cầu pháp lý bên ngoài. Ảnh hưởng ngày càng tăng của các nhà đầu tư tổ chức đã dẫn đến sự minh bạch hơn: các quỹ phòng hộ ngày càng cung cấp thông tin cho nhà đầu tư bao gồm phương pháp định giá, các vị trí và tiếp xúc đòn bẩy.

### Các rủi ro được chia sẻ với các loại đầu tư khác
Các quỹ phòng hộ chia sẻ cùng loại nhiều rủi ro như các lớp đầu tư khác, trong đó có rủi ro thanh khoản và rủi ro người quản lý. Thanh khoản đề cập đến mức độ mà một tài sản có thể được mua và bán hoặc chuyển đổi sang tiền mặt; tương tự như các quỹ vốn cổ phần tư nhân, các quỹ phòng hộ sử dụng một thời kỳ khóa kín trong đó nhà đầu tư không thể rút tiền ra. Quản lý rủi ro đề cập đến những rủi ro phát sinh từ việc quản lý các quỹ. Cũng như những rủi ro cụ thể như trôi phong cách, trong đó đề cập đến một người quản lý quỹ "trôi" ra khỏi một lĩnh vực chuyên môn cụ thể, quản lý các yếu tố rủi ro bao gồm rủi ro định giá, rủi ro năng lực, rủi ro tập trung và rủi ro đòn bẩy. Rủi ro định giá đề cập đến lo ngại rằng giá trị tài sản ròng của các đầu tư có thể không chính xác; rủi ro năng lực có thể phát sinh từ việc đặt quá nhiều tiền vào một chiến lược cụ thể, có thể dẫn đến sự suy giảm hiệu suất quỹ; và rủi ro tập trung có thể xảy ra nếu một quỹ có quá nhiều tiếp xúc với một đầu tư, lĩnh vực, chiến lược trao đổi cụ thể, hoặc một nhóm các quỹ tương quan. Những rủi ro này có thể được quản lý thông qua các kiểm soát được xác định trên xung đột lợi ích, các hạn chế về phân bổ kinh phí, và thiết lập các giới hạn tiếp xúc dành cho chiến lược.

Nhiều quỹ đầu tư sử dụng đòn bẩy, là việc thực hành vay tiền hoặc trao đổi trên biên ngoài nguồn vốn từ các nhà đầu tư. Mặc dù đòn bẩy có thể làm tăng hoàn vốn tiềm năng, cơ hội cho các lợi ích lớn hơn được cân nhắc đối với khả năng tổn thất lớn hơn. Các quỹ phòng hộ khai thác đòn bẩy có khả năng tham gia vào các hoạt động quản lý rủi ro rộng rãi. Trong so sánh với các ngân hàng đầu tư, đòn bẩy của quỹ phòng hộ là tương đối thấp; theo một công trình của Cục nghiên cứu kinh tế quốc gia, đòn bẩy trung bình cho các ngân hàng đầu tư là 14,2, so với 1,5 và 2,5 đối với các quỹ phòng hộ.
Một số loại quỹ, bao gồm các quỹ phòng hộ, được coi là có thèm khát rủi ro lớn hơn, với mục đích tối đa hóa thu hồi vốn, tùy thuộc vào khả năng chịu đựng rủi ro của các nhà đầu tư và nhà quản lý quỹ. Các nhà quản lý sẽ có động cơ bổ sung để tăng giám sát rủi ro khi vốn của chính họ được đầu tư vào quỹ.

## Phí và thù lao

### Phí trả cho các quỹ phòng hộ
Các hãng quản lý quỹ phòng hộ thường tính tiền các quỹ của họ cả phí quản lý và phí thực hiện.
Phí quản lý được tính theo phần trăm của giá trị tài sản ròng của quỹ và thường phạm vi từ 1% đến 4% mỗi năm, với 2% là tiêu chuẩn. Chúng thường được thể hiện dưới dạng một tỷ lệ phần trăm hàng năm, nhưng được tính toán và trả hàng tháng hoặc hàng quý. Phí quản lý cho các quỹ phòng hộ được thiết kế để trang trải các chi phí hoạt động của người quản lý, trong khi phí thực hiện cung cấp lợi nhuận của nhà quản lý. Tuy nhiên, do kinh tế quy mô phí quản lý từ các quỹ lớn hơn có thể tạo ra một phần đáng kể lợi nhuận của một nhà quản lý, và kết quả là một số phí đã bị chỉ trích bởi một số quỹ hưu trí công cộng, chẳng hạn như Calpers, cho là quá cao.
Phí thực hiện thường là 20% lợi nhuận của quỹ trong bất cứ năm nào, mặc dù nó nằm trong khoảng từ 10% đến 50%. Phí thực hiện nhằm mục đích cung cấp một sự khuyến khích cho một người quản lý để tạo ra lợi nhuận. Phí thực hiện đã bị chỉ trích bởi Warren Buffett, người tin rằng bởi vì các quỹ phòng hộ chỉ chia sẻ lợi nhuận và không phải là tổn thất, phí như vậy tạo ra một động lực để quản lý đầu tư có rủi ro cao. Tỷ lệ phí thực hiện đã giảm kể từ đầu cuộc khủng hoảng tín dụng.
Hầu như tất cả các phí thực hiện của quỹ phòng hộ bao gồm một điều khoản "high water mark" = "mức cao nhất" (hoặc "loss carryforward" = "lỗ chuyển sang"), có nghĩa là phí thực hiện chỉ áp dụng cho lợi nhuận ròng (nghĩa là lợi nhuận sau khi thua lỗ trong các năm trước đó đã được thu hồi). Điều này ngăn cản các nhà quản lý nhận được phí cho hiệu suất biến động, mặc dù một người quản lý đôi khi sẽ đóng cửa một quỹ đã phải chịu tổn thất nghiêm trọng và bắt đầu một quỹ mới, hơn là cố gắng để phục hồi thiệt hại qua một số năm mà không có phí thực hiện.
Một số phí thực hiện bao gồm một "rào chắn", sao cho một phí chỉ được trả khi hiệu suất của quỹ vượt quá một mốc chuẩn nào đó (ví dụ như LIBOR) hoặc một tỷ lệ phần trăm cố định. Một rào chắn "mềm" có nghĩa là phí thực hiện được tính trên tất cả các hoàn vốn của quỹ nếu tỷ lệ rào chắn được xóa bỏ. Một rào chắn "cứng" chỉ được tính toán trên các hoàn vốn trên tỷ lệ rào chắn. Một rào chắn được thiết kế để đảm bảo rằng một người quản lý chỉ được thưởng nếu quỹ tạo ra hoàn vốn vượt quá các hoàn vốn mà các nhà đầu tư có thể nhận được nếu họ đã đầu tư tiền của họ ở nơi khác.
Một số quỹ phòng hộ thu phí chuộc lại (hoặc phí rút tiền) đối với các khoản rút tiền sớm trong một khoảng thời gian quy định (thường là một năm) hoặc khi các khoản rút tiền vượt quá tỷ lệ phần trăm quy định của đầu tư ban đầu. Mục đích của phí này là không khuyến khích đầu tư ngắn hạn, làm giảm luân chuyển vốn và ngăn chặn việc rút tiền sau một thời kỳ hiệu quả kém. Không giống như các phí quản lý và phí hoạt động, phí chuộc lại thường được giữ bởi quỹ.

### Thù lao của các nhà quản lý danh mục đầu tư
Các hãng quản lý quỹ phòng hộ thường thuộc sở hữu của các nhà quản lý danh mục đầu tư của chúng, do đó họ được hưởng các lợi nhuận do doanh nghiệp tạo ra. Do phí quản lý được dành để trang trải chi phí hoạt động của hãng, phí thực hiện (và bất kỳ khoản phí quản lý dư thừa) thường được phân phối cho các chủ sở hữu của hãng như là lợi nhuận. Nhiều nhà quản lý cũng có cổ phần lớn trong các quỹ họ làm chủ.
Các nhà quản lý quỹ phòng hộ kiếm được những gì đã được gọi là số tiền lớn "lạ thường", với tổng số nhận được cao nhất lên đến 4 tỷ USD mỗi năm. Các khoản thu nhập hàng đầu là cao hơn nhiều so với bất kỳ lĩnh vực nào khác của ngành công nghiệp tài chính. "Họ thậm chí có thể không xem xét việc ra khỏi giường để lĩnh 13 triệu đôla (8 triệu bảng) như Lloyd Blankfein ông chủ của Goldman Sachs đã được trả năm ngoái," Richard Anderson, một phóng viên kinh doanh của BBC viết. Tổng thể, 25 nhà quản lý quỹ phòng hộ hàng đầu thường xuyên kiếm được nhiều hơn so với tất cả 500 giám đốc điều hành trong S&P 500. Tuy nhiên, hầu hết các nhà quản lý quỹ phòng hộ được trả công thấp hơn nhiều, và tính cạnh tranh của ngành công nghiệp, cùng với cơ cấu khuyến khích tài chính, có nghĩa là thất bại có thể dẫn đến không nhận được thanh toán. BBC dẫn lời một người trong ngành công nghiệp đã nói "rất nhiều nhà quản lý không làm ra được bất kỳ khoản tiền nào cả."
Trong năm 2011, người quản lý hàng đầu kiếm được 3,0 tỷ USD, người thứ mười kiếm được 210 triệu USD và người thứ 30 kiếm được 80 triệu USD. Năm 2011, thu nhập trung bình cho 25 nhà quản lý quỹ phòng hộ được bồi thường cao nhất ở Hoa Kỳ là 576 triệu USD. Theo Absolute Return + Alpha, trong năm 2011, tổng bồi thường trung bình cho tất cả các chuyên gia đầu tư quỹ phòng hộ là 690.786 USD và bồi thường trung bình là 312.329 USD. Các con số tương tự cho CEO quỹ phòng hộ là 1.037.151 USD và 600.000 USD, và cho giám đốc đầu tư là 1.039.974 USD và 300.000 USD.
Trong 1.226 người trên danh sách các tỷ phú thế giới của Forbes năm 2012, 36 nhà tài chính được liệt kê "những phần có nguồn gốc quan trọng" của sự giàu có của họ là từ quản lý quỹ phòng hộ. Trong số 1.000 người giàu nhất ở Vương quốc Anh, 54 người là nhà quản lý quỹ phòng hộ, theo Danh sách người giàu của Sunday Times cho năm 2012. (Các quỹ có xu hướng không báo cáo mức bồi thường. Các danh sách công bố các khoản thu nhập của các nhà quản lý hàng đầu sử dụng ước tính dựa trên các yếu tố như phí được tính bởi các quỹ của họ và vốn mà họ được cho là đã đầu tư vào chúng.)

## Cấu trúc
Một quỹ phòng hộ là một phương tiện đầu tư được xây dựng như một công ty hoặc hợp danh. Quỹ này được quản lý bởi một nhà quản lý đầu tư dưới hình thức của một tổ chức hay công ty mà về mặt pháp lý và tài chính là khác biệt với quỹ phòng hộ và danh mục tài sản của nó. Nhiều nhà quản lý đầu tư sử dụng các nhà cung cấp dịch vụ hỗ trợ hoạt động. Các nhà cung cấp dịch vụ bao gồm các nhà môi giới hàng đầu, ngân hàng, nhà quản trị, nhà phân phối và các hãng kế toán.
Các nhà môi giới hàng đầu thanh toán bù trừ các trao đổi, và cung cấp đòn bẩy và hoạt động tài chính ngắn hạn. Chúng thường là các bộ phận của các ngân hàng đầu tư lớn. Các nhà môi giới hàng đầu hoạt động như một đối tác đối với các hợp đồng phái sinh, và cho vay chứng khoán cho các chiến lược đầu tư cụ thể, chẳng hạn như mua/bán vốn cổ phần và chênh lệch trái phiếu chuyển đổi. Nó có thể cung cấp dịch vụ giám sát đối với tài sản của quỹ, và thực thi các dịch vụ thanh toán bù trừ cho người quản lý quỹ phòng hộ.
Những người quản trị quỹ phòng hộ chịu trách nhiệm đối với các hoạt động, kế toán và dịch vụ định giá. Hỗ trợ văn phòng phía sau này cho phép nhà quản lý quỹ tập trung vào các trao đổi. Quản trị cũng xử lý các đăng ký và chuộc lại, và thực hiện các dịch vụ cổ đông khác nhau. Các quỹ phòng hộ ở Hoa Kỳ không cần phải chỉ định một người quản trị, và tất cả các chức năng này có thể được thực hiện bởi một người quản lý đầu tư. Một số tình huống xung đột lợi ích có thể phát sinh trong sự sắp xếp này, đặc biệt là trong việc tính toán giá trị tài sản ròng (NAV) của quỹ. Một số quỹ Mỹ tự nguyện sử dụng các nhà kiểm toán độc lập, do đó cung cấp một mức độ minh bạch lớn.
Một nhà phân phối là một bảo lãnh phát hành, môi giới, đại lý, hoặc người khác, tham gia vào việc phân phối chứng khoán. Nhà phân phối cũng chịu trách nhiệm tiếp thị quỹ cho các nhà đầu tư tiềm năng. Nhiều quỹ phòng hộ không có nhà phân phối, và trong trường hợp như vậy người quản lý đầu tư sẽ chịu trách nhiệm phân phối chứng khoán và tiếp thị, mặc dù nhiều quỹ cũng sử dụng các đại lý vị trí và môi giới-đại lý để phân phối.
Hầu hết các quỹ sử dụng một hãng kế toán độc lập để kiểm toán các tài sản của quỹ, cung cấp dịch vụ thuế và thực hiện kiểm toán toàn bộ các báo cáo tài chính của quỹ. Kiểm toán cuối năm thường được thực hiện theo Các nguyên tắc kế toán được chấp nhận chung (US GAAP) hoặc Các tiêu chuẩn báo cáo tài chính quốc tế (IFRS), tùy thuộc vào nơi quỹ được thành lập. Kiểm toán viên có thể xác minh NAV và tài sản thuộc quyền quản lý (AUM) của quỹ. Một số kiểm toán viên chỉ cung cấp dịch vụ "NAV lite", có nghĩa là việc định giá dựa trên giá nhận được từ người quản lý chứ không phải là đánh giá độc lập.

### Nơi cư trú và thuế
Cơ cấu pháp lý của một quỹ phòng hộ cụ thể đặc biệt nơi cư trú của nó và loại thực thể pháp lý được sử dụng - thường được xác định bởi những kỳ vọng thuế của nhà đầu tư của quỹ. cân nhắc quy định cũng sẽ đóng một vai trò. Nhiều quỹ phòng hộ được thành lập trong các Trung tâm Tài chính hải ngoại để tránh hậu quả về thuế bất lợi cho các nhà đầu tư nước ngoài và được miễn thuế của nó. Các quỹ hải ngoại đầu tư vào Mỹ thường nộp thuế khấu trừ trên một số loại thu nhập đầu tư nhưng không phải thuế lãi vốn Mỹ. Tuy nhiên, các nhà đầu tư của quỹ là đối tượng chịu thuế trong khu vực pháp lý của họ trên bất kỳ sự gia tăng trong giá trị của các khoản đầu tư của họ. Xử lý thuế này thúc đẩy đầu tư xuyên biên giới bằng cách hạn chế tiềm năng đối với nhiều khu vực pháp lý với các loại thuế tầng lớp trên các nhà đầu tư.
Các nhà đầu tư được miễn thuế Mỹ (như các kế hoạch hưu trí và cấp vốn) đầu tư chủ yếu trong các quỹ phòng hộ hải ngoại để bảo tồn tình trạng miễn thuế của họ và tránh thu nhập chịu thuế kinh doanh không liên quan. Người quản lý đầu tư, thông thường trong một trung tâm tài chính lớn, nộp thuế trên phí quản lý của mình theo các luật thuế của tiểu bang và quốc gia mà nó nằm. Trong năm 2011, một nửa trong số các quỹ phòng hộ hiện đã được đăng ký ở hải ngoại và một nửa trên đất liền. Quần đảo Cayman là địa điểm hàng đầu cho các quỹ hải ngoại, chiếm 34% tổng số các quỹ phòng hộ toàn cầu. Mỹ có 24%, Luxembourg 10%, Ai-len 7%, British Virgin Islands 6% và Bermuda có 3%.

### Các địa điểm quản lý đầu tư
Tương phản với chính các quỹ, các nhà quản lý đầu tư chủ yếu nằm ở đất liền. Hoa Kỳ vẫn là trung tâm đầu tư lớn nhất, với các quỹ Mỹ đang quản lý khoảng 70% tổng tài sản toàn cầu vào cuối năm 2011. Tính đến tháng 4 năm 2012, đã có khoảng 3.990 cố vấn đầu tư quản lý một hoặc nhiều quỹ phòng hộ tư nhân đăng ký với Ủy ban chứng khoán và hối đoái. New York City và khu vực Gold Coast của Connecticut là các địa điểm dẫn đầu cho các nhà quản lý quỹ phòng hộ Hoa Kỳ.
London là trung tâm hàng đầu của châu Âu cho các nhà quản lý quỹ phòng hộ. Theo số liệu EuroHedge, khoảng 800 quỹ nằm trong Vương quốc Anh quản lý khoảng 85% tài sản quỹ phòng hộ của châu Âu trong năm 2011.
 Tiền lãi trong các quỹ phòng hộ ở châu Á đã tăng đáng kể từ năm 2003, đặc biệt là ở Nhật Bản, Hồng Kông, và Singapore. Tuy nhiên, Anh và Mỹ vẫn là địa điểm hàng đầu cho quản lý tài sản các quỹ phòng hộ châu Á.

### Các pháp nhân
Các cấu trúc quỹ phòng hộ hợp pháp thay đổi tùy theo vị trí và các nhà đầu tư (s). Các quan hệ đối tác hạn chế được sử dụng chủ yếu cho các quỹ phòng hộ của Mỹ, chủ yếu nhằm vào các nhà đầu tư chịu thuế có trụ sở tại Mỹ. Quan hệ đối tác hạn chế và các cấu trúc chịu thuế thông qua khác đảm bảo rằng các nhà đầu tư trong các quỹ phòng hộ không phải chịu cả hai cấp đánh thuế thực thể và cấp cá nhân. Một quỹ phòng hộ được cấu trúc như một quan hệ đối tác hữu hạn phải có một thành viên chung. Thành viên hợp danh có thể là một cá nhân hay một công ty. Đối tác chung phục vụ như người quản lý của quan hệ đối tác hạn chế, và có trách nhiệm vô hạn. Các đối tác hạn chế phục vụ như các nhà đầu tư của quỹ, và không có trách nhiệm về các quyết định quản lý hoặc đầu tư. Trách nhiệm pháp lý của họ được giới hạn trong số tiền họ đầu tư cho lợi ích hợp tác. Như một thay thế cho một thỏa thuận đối tác hạn chế, các quỹ phòng hộ trong nước Mỹ có thể được cấu trúc như công ty trách nhiệm hữu hạn, với các thành viên đóng vai trò là cổ đông của công ty và được hưởng sự bảo vệ khỏi trách nhiệm cá nhân.
Ngược lại, các quỹ công ty hải ngoại thường được sử dụng cho các nhà đầu tư ngoài nước Mỹ, và khi họ cư trú trong một thiên đường thuế hải ngoại có thể áp dụng, không có thuế cấp thực thể được áp dụng. Nhiều nhà quản lý của các quỹ hải ngoại cho phép sự tham gia của các nhà đầu tư được miễn thuế Mỹ, chẳng hạn như các quỹ hưu trí, cúng vốn thể chế và các tín thác từ thiện.
 Như một cơ cấu pháp lý thay thế, các quỹ hải ngoại có thể được hình thành như một tín thác đơn vị mở sử dụng một cấu trúc quỹ tương hỗ chưa hợp nhất. Các nhà đầu tư Nhật Bản thích đầu tư vào các tín thác đơn vị, chẳng hạn như những cái có sẵn trong quần đảo Cayman.
Người quản lý đầu tư tổ chức quỹ tín thác có thể giữ lại một lợi ích tại quỹ này, hoặc như đối tác chung của quan hệ đối tác hạn chế hoặc như người nắm giữ "cổ phần sáng lập" trong một quỹ công ty. Đối với các quỹ hải ngoại cấu trúc như các thực thể công ty, quỹ có thể chỉ định một ban giám đốc. Vai trò chính của ban giám đốc là để cung cấp một lớp giám sát trong khi đại diện cho lợi ích của các cổ đông. Tuy nhiên, trong thực tế các thành viên ban giám đốc có thể không đủ chuyên môn để có hiệu quả trong việc thực hiện những nhiệm vụ. Ban giám đốc có thể bao gồm cả các giám đốc liên kết là người lao động của quỹ và các giám đốc độc lập có mối quan hệ với quỹ bị hạn chế.

### Các loại quỹ
Quỹ phòng hộ mở tiếp tục phát hành cổ phần cho các nhà đầu tư mới và cho phép rút tiền định kỳ tại giá trị tài sản ròng ("NAV") cho mỗi cổ phần.
Các quỹ phòng hộ đóng phát hành một số lượng hạn chế cổ phần có thể trao đổi ngay từ đầu.
Cổ phần của các quỹ phòng hộ được niêm yết được giao dịch trên các sàn giao dịch chứng khoán, chẳng hạn như Irish Stock Exchange và có thể được mua bởi các nhà đầu tư không được công nhận.

### Trích lập dự phòng
Trích lập dự phòng là một cơ chế theo đó một quỹ compartmentalizes các tài sản có tính thanh khoản tương đối kém hoặc khó định giá một cách đáng tin cậy. Khi một đầu tư được trích lập dự phòng, giá trị của nó được tính riêng rẽ với các giá trị của danh mục đầu tư chính của Quỹ. Vì trích lập dự phòng được sử dụng để giữ các khoản đầu tư kém thanh khoản, nhà đầu tư không có các quyền mua lại tiêu chuẩn liên quan đến đầu tư trích lập dự phòng mà họ làm đối với danh mục đầu tư chính của Quỹ. Các lợi nhuận hoặc thua lỗ từ việc đầu tư được phân bổ trên một cơ sở theo tỷ lệ duy nhất đối với những người là các nhà đầu tư tại thời điểm đầu tư được trích lập dự phòng và không được chia sẻ với các nhà đầu tư mới. Các quỹ thường mang theo tài sản trích lập dự phòng "chi phí" cho các mục đích của tính toán các phí quản lý và báo cáo giá trị tài sản ròng. Điều này cho phép các nhà quản lý quỹ tránh cố gắng xác định giá trị của các đầu tư cơ bản, có thể không luôn luôn có một giá trị thị trường có sẵn.
Trích lập dự phòng đã được sử dụng rộng rãi bởi các quỹ phòng hộ trong cuộc khủng hoảng tài chính năm 2008 trong bối cảnh ngập lụt những yêu cầu rút tiền. Trích lập dự phòng cho phép các nhà quản lý quỹ đặt xa các chứng khoán kém thanh khoản cho đến khi thanh khoản thị trường được cải thiện, một động thái nhằm giảm tổn thất. Mặc dù những lợi ích này, một số nhà đầu tư phàn nàn rằng việc thực hành đã bị lạm dụng và không luôn luôn minh bạch.

## Quản lý nhà nước
Các quỹ phòng hộ phải phù hợp với quy định pháp luật quốc gia, tiểu bang và liên bang trong vị trí tương ứng của chúng. Các quy định và hạn chế của Mỹ áp dụng cho các quỹ phòng hộ khác với các quỹ tương hỗ của nó. Theo một báo cáo của Tổ chức quốc tế các Ủy ban Chứng khoán hình thức phổ biến nhất của quy định gắn liền với các hạn chế lên các nhà tư vấn tài chính và nhà quản lý quỹ phòng hộ trong một nỗ lực để giảm thiểu gian lận khách hàng. Mặt khác, các quỹ phòng hộ Hoa Kỳ được miễn nhiều yêu cầu đăng ký và báo cáo tiêu chuẩn bởi vì họ chỉ chấp nhận các nhà đầu tư được công nhận. Trong năm 2010, các quy định đã được ban hành ở Mỹ và Liên minh châu Âu, trong đó giới thiệu các yêu cầu báo cáo quỹ phòng hộ bổ sung. Chúng bao gồm Đạo luật Cải cách Phố U-ôn Dodd-Frank của Mỹ and European Alternative Investment Fund Managers Directive.

### Châu Âu
Trong Liên minh châu Âu (EU), các quỹ phòng hộ chủ yếu được quy định thông qua các nhà quản lý các tư vấn viên. Tại Vương quốc Anh, nơi 80% các quỹ phòng hộ của châu Âu đóng trụ sở, các nhà quản lý quỹ phòng hộ phải được ủy quyền và được quy định của Cơ quan dịch vụ tài chính (FSA). Mỗi quốc gia có những hạn chế cụ thể của họ về hoạt động quỹ phòng hộ, bao gồm kiểm soát việc sử dụng của các phái sinh tại Bồ Đào Nha, và các giới hạn về đòn bẩy tại Pháp.
Trong tháng 11 năm 2010, EU đã thông qua một đạo luật sẽ yêu cầu tất cả các nhà quản lý quỹ phòng hộ EU phải đăng ký với cơ quan quản lý quốc gia. Chỉ thị các nhà quản lý Quỹ đầu tư thay thế (AIFMD) của EU là chỉ thị của EU đầu tiên tập trung vào các nhà quản lý quỹ phòng hộ. Theo EU, mục đích của chỉ thị là cung cấp giám sát và kiểm soát lớn hơn các quỹ đầu tư thay thế.
 Chỉ thị yêu cầu các nhà quản lý tiết lộ thêm thông tin, trên cơ sở thường xuyên hơn. Nó cũng chỉ đạo các nhà quản lý quỹ phòng hộ nắm giữ một lượng lớn vốn. Tất cả các nhà quản lý quỹ phòng hộ trong EU có thể bị các hạn chế khả năng trong đầu tư sử dụng đòn bẩy. Chỉ thị giới thiệu một "hộ chiếu" cho các quỹ phòng hộ có thẩm quyền ở một nước EU để hoạt động trên toàn EU. Phạm vi của AIFMD là rộng lớn và bao gồm các nhà quản lý nằm trong EU cũng như các nhà quản lý không thuộc EU mà tiếp thị quỹ của họ cho các nhà đầu tư châu Âu. Một khía cạnh của AIFMD mà thách thức các thực hành đã được thiết lập trong lĩnh vực quỹ phòng hộ là hạn chế tiềm năng của thù lao thông qua các quy định hoãn thưởng và clawback. Dưới Chỉ đạo người quản lý Quỹ Đầu tư thay thế năm 2010 của Liên minh châu Âu, các quỹ phòng hộ hải ngoại sử dụng các nhà môi giới sơ cấp như là nơi lưu ký được yêu cầu phải sử dụng các tổ chức tín dụng đăng ký tại EU trước khi họ có thể được bán trong Liên minh châu Âu. Các yêu cầu quy định của AIFMD về cơ bản sẽ áp đặt các quy định tương đương đối với các quỹ đầu tư không thuộc EU, nếu họ muốn hoạt động tại thị trường EU.

### Việt Nam
Tại Việt Nam, quỹ phòng hộ được gọi là quỹ thành viên và chỉ dành cho các nhà đầu tư tổ chức 

### Các nước khác
Một số quỹ phòng hộ được thành lập trong các trung tâm hải ngoại như Quần đảo Cayman, Dublin, Luxembourg, Quần đảo Virgin thuộc Anh và Bermuda có các quy định khác liên quan đến các nhà đầu tư không được công nhận, bảo mật thông tin khách hàng và sự độc lập của các nhà quản lý quỹ.
Tại Nam Phi, các nhà quản lý quỹ phòng hộ phải được phê duyệt bởi và được đăng ký với Cục dịch vụ tài chính (FSB).

## Hiệu suất

### Đo lường
Các thống kê hiệu suất cho các quỹ phòng hộ cụ thể là khó khăn để có được, do các quỹ này có lịch sử không bị yêu cầu báo cáo hoạt động của họ đến một kho lưu trữ trung tâm và các hạn chế đối với các chào bán công chúng và quảng cáo đã khiến nhiều nhà quản lý từ chối cung cấp thông tin hoạt động công khai. Tuy nhiên, các tóm tắt hiệu suất quỹ phòng hộ cụ thể thỉnh thoảng có sẵn trong các tạp chí công nghiệp và các cơ sở dữ liệu. và hãng tư vấn đầu tư Hennessee Group.
Một ước tính là quỹ phòng hộ trung bình hoàn vốn 11.4% mỗi năm, đại diện hoàn vốn 6.7% bên trên hiệu suất thị trường tổng thể trước phí, trên cơ sở dữ liệu hiệu quả từ 8.400 quỹ phòng hộ. Một ước tính khác là giữa tháng 1 năm 2000 và tháng 12 năm 2009 các quỹ phòng hộ vượt trội đáng kể so với các khoản đầu tư khác ít biến động, với các cổ phiếu giảm -2.62% mỗi năm trong thập kỷ và các quỹ phòng hộ tăng 6,54%.
Hiệu suất quỹ phòng hộ được tính bằng cách so sánh lợi nhuận của họ với ước tính rủi ro của họ. Các thước đo phổ biến là tỷ lệ Sharpe., Tỷ lệ Treynor và Yếu tố an-pha của Jensen. Những phép đo này làm việc tốt nhất khi các hoàn vốn theo các phân phối bình thường mà không có tự tương liên, và các giả định này thường không được đáp ứng trong thực tế.
Các đo lường hiệu quả mới đã được giới thiệu cố gắng để giải quyết một số vấn đề lý thuyết với các chỉ số truyền thống, bao gồm: tỷ lệ Sharpe thay đổi; tỷ lệ Omega được giới thiệu bởi Keating và Shadwick năm 2002; Hiệu quả được điều chỉnh rủi ro các đầu tư thay thế (AIRAP) được xuất bản bởi Sharma năm 2004; và Kappa được phát triển bởi Kaplan và Knowles năm 2004.

### Ảnh hưởng phụ
Có một cuộc tranh luận về việc liệu Yếu tố Alpha (yếu tố kỹ năng của nhà quản lý trong hoạt động) có bị pha loãng bởi sự mở rộng của ngành công nghiệp quỹ phòng hộ hay không. Hai lý do được đưa ra. Thứ nhất, sự gia tăng về khối lượng trao đổi có thể đã và đang giảm các bất thường thị trường mà là một nguồn của hiệu suất quỹ phòng hộ. Thứ hai, mô hình thù lao đang thu hút thêm nhiều nhà quản lý, có thể pha loãng các tài năng có sẵn trong ngành công nghiệp này.

### Chỉ số quỹ phòng hộ
Các chỉ số theo dõi hoàn vốn quỹ phòng hộ, để phát triển, được gọi là Không thể đầu tư, Có thể đầu tư và Clone.
Các chỉ số đóng một vai trò trung tâm và rõ ràng trong các thị trường tài sản truyền thống, nơi chúng được chấp nhận rộng rãi như là đại diện của danh mục đầu tư cơ bản của chúng. các sản phẩm quỹ chỉ số vốn chủ sở hữu và nợ cung cấp truy cập thể đầu tư sang các thị trường phát triển nhất trong các loại tài sản này. Tuy nhiên, các quỹ phòng hộ, được quản lý tích cực, nên theo dõi là không thể. Các chỉ số quỹ phòng hộ không thể đầu tư trên mặt khác có thể là đại diện nhiều hơn hoặc ít hơn, nhưng dữ liệu hoàn vốn trên nhiều nhóm tham chiếu của các quỹ là phi công cộng. Điều này có thể dẫn đến các ước tính sai lệch về hoàn vốn của chúng. Trong một nỗ lực để giải quyết vấn đề này, chỉ số nhân bản đã được tạo ra trong một nỗ lực để nhân rộng các tính chất thống kê của các quỹ phòng hộ mà không được dựa trực tiếp trên số liệu hoàn vốn của họ. Không có cái nào trong những phương pháp tiếp cận này đạt được độ chính xác của các chỉ số trong các loại tài sản khác mà đối với chúng có số liệu công bố hoàn chỉnh hơn liên quan đến hoàn vốn cơ bản.

#### Chỉ số không thể đầu tư
Chỉ số không thể đầu tư được chỉ định trong tự nhiên, và nhằm mục đích để đại diện cho hiệu quả của một số cơ sở dữ liệu của các quỹ phòng hộ sử dụng một số biện pháp như trung bình, bình quân hoặc bình quân gia quyền từ một cơ sở dữ liệu quỹ phòng hộ. Cơ sở dữ liệu có tiêu chí lựa chọn và phương pháp xây dựng đa dạng, và không cơ sở dữ liệu duy nhất nắm bắt tất cả các quỹ. Điều này dẫn đến các khác biệt đáng kể trong hiệu quả báo cáo giữa các chỉ số khác nhau.
Mặc dù chúng mong muốn được đại diện, các chỉ số không thể đầu tư bị một danh sách dài và phần lớn là không thể tránh khỏi của các thành kiến.
Sự tham gia của các quỹ phòng hộ trong một cơ sở dữ liệu là tự nguyện, dẫn đến thiên vị tự lựa chọn vì những quỹ này mà chọn báo cáo có thể không điển hình của toàn bộ các quỹ. Ví dụ, một số không báo cáo vì kết quả nghèo nàn hoặc vì họ đã đạt đến quy mô mục tiêu của họ và không muốn gây quỹ hơn nữa..
Thời gian sống ngắn của nhiều quỹ phòng hộ có nghĩa là có nhiều quỹ mới và nhiều quỹ ra đi mỗi năm, trong đó đặt ra vấn đề của thiên vị sống sót. Nếu chúng ta chỉ xem xét các quỹ còn sống sót đến nay, chúng ta sẽ đánh giá quá cao hoàn vốn quá khứ vì rất nhiều quỹ hiệu quả tồi tệ nhất đã không còn tồn tại, và sự kết hợp quan sát được giữa độ trẻ của quỹ và hiệu quả của quỹ cho thấy rằng thiên vị này có thể là đáng kể.
Khi một quỹ được thêm vào một cơ sở dữ liệu cho lần đầu tiên, tất cả hoặc một phần của dữ liệu lịch sử của nó được ghi lại ex-post trong cơ sở dữ liệu. Có khả năng là các quỹ chỉ công bố kết quả của họ khi họ thuận lợi, do đó, hiệu quả trung bình được trình bày bởi các quỹ này trong thời gian ủ bệnh của họ được thổi phồng. Điều này được gọi là "thiên vị lịch sử tức thời" hoặc "thiên vị backfill".

#### Chỉ số có thể đầu tư
Chỉ số có thể đầu tư là một nỗ lực để giảm những vấn đề này bằng cách đảm bảo rằng sự trở lại của chỉ số có sẵn cho các cổ đông. Để tạo ra một chỉ số có thể đầu tư, các nhà cung cấp chỉ số lựa chọn các quỹ và phát triển các sản phẩm có cấu trúc hay các công cụ phái sinh mà cung cấp hiệu quả của chỉ số. Khi các nhà đầu tư mua các sản phẩm nỳ nhà cung cấp chỉ số làm các đầu tư vào các quỹ cơ bản, bằng cách làm một chỉ số thể đầu tư tương tự như trong một số cách đối với một quỹ của danh mục đầu tư quỹ phòng hộ.
Để thực hiện các chỉ số có thể đầu tư, các quỹ phòng hộ phải đồng ý chấp nhận các đầu tư trên các điều khoản được đưa ra bởi người xây dựng. Để làm cho chỉ số này linh động, những điều khoản này phải bao gồm các điều khoản về các chuộc lại mà một số nhà quản lý có thể xem là quá nặng nề để có thể chấp nhận được. Điều này có nghĩa là chỉ số có thể đầu tư không đại diện cho tính vạn năng tổng của các quỹ phòng hộ. Nghiêm trọng nhất, chúng không đại diện cho các nhà quản lý thành công hơn, thường không chấp nhận các giao thức đầu tư như vậy.

#### Nhân rộng quỹ phòng hộ
Bổ sung mới nhất cho lĩnh vực này tiếp cận vấn đề theo một cách khác. Thay vì phản ánh hiệu quả hoạt động của các quỹ phòng hộ thực tế họ có cách tiếp cận thống kê để phân tích hoàn vốn lịch sử quỹ phòng hộ, và sử dụng nó để xây dựng một mô hình về cách hoàn vốn quỹ phòng hộ đáp ứng với sự chuyển động của các tài sản tài chính có thể đầu tư. Mô hình này sau đó được sử dụng để xây dựng một danh mục có thể đầu tư của các tài sản đó. Điều này làm nên chỉ số có thể đầu tư, và về nguyên tắc chúng có thể làm đại diện như cơ sở dữ liệu quỹ phòng hộ mà từ đó chúng đã được xây dựng.
Tuy nhiên, các chỉ số nhân bản này dựa trên một quá trình mô hình hóa thống kê. Các chỉ số đó có một lịch sử quá ngắn để chỉ ra xem liệu cách tiếp cận này có được coi là thành công hay không.

### Ảnh hưởng của cuộc khủng hoảng tài chính 2007/08
Các quỹ đầu tư đã công bố hoàn vốn đáng thất vọng trong năm 2008, thế nhưng hoàn vốn quỹ phòng hộ trung bình -18,65% (hoàn vốn Chỉ số hỗn hợp gia quyền Quỹ HFRI) là tốt hơn nhiều so với các hoàn vốn được tạo ra bởi hầu hết các tài sản khác với tiền mặt hoặc tương đương tiền. Tổng hoàn vốn S&P 500 là -37,00% trong năm 2008, và đó là một trong những chỉ số vốn cổ phần thực hiện tốt nhất trên thế giới. Một số thị trường vốn cổ phần mất hơn một nửa giá trị của họ. Chỉ số nợ của hầu hết công ty trong và ngoài nước cũng bị trong năm 2008, công bố lỗ tồi tệ hơn đáng kể so với quỹ phòng hộ trung bình. Các quỹ tương hỗ cũng thực hiện tồi tệ hơn nhiều so với các quỹ phòng hộ trong năm 2008. Theo Lipper, quỹ tương hỗ vốn cổ phần trong nước của Mỹ trung bình giảm 37,6% trong năm 2008. Quỹ tương hỗ vốn cổ phần quốc tế trung bình giảm 45,8%. Quỹ tương hỗ lĩnh vực trung bình giảm 39,7%. Quỹ tương hỗ Trung Quốc trung bình giảm 52,7% và quỹ tương hỗ Mỹ Latinh trung bình giảm mạnh 57,3%. Bất động sản, cả dân cư và thương mại, cũng bị giảm đáng kể trong năm 2008. Tóm lại, các quỹ phòng hộ vượt trội so với nhiều lựa chọn đầu tư rủi ro tương tự trong năm 2008.

## Các cuộc tranh luận và tranh cãi

### Rủi ro hệ thống
Rủi ro hệ thống đề cập đến nguy cơ bất ổn trên toàn bộ hệ thống tài chính, chứ không phải trong một công ty duy nhất. Nguy cơ như vậy có thể xảy ra sau một sự kiện hoặc các sự kiện gây bất ổn ảnh hưởng đến một nhóm các tổ chức tài chính được liên kết thông qua hoạt động đầu tư. Các tổ chức như National Bureau of Economic Research và Ngân hàng Trung ương châu Âu đã tố cáo rằng các quỹ phòng hộ gây ra rủi ro hệ thống cho khu vực tài chính, và sau sự thất bại của quỹ phòng hộ Long-Term Capital Management (LTCM) trong năm 1998 đã có quan tâm rộng rãi về khả năng rủi ro hệ thống nếu thất bại quỹ phòng hộ dẫn đến sự thất bại của các đối tác của nó. (Vì nó xảy ra, không có hỗ trợ tài chính được cung cấp cho LTCM của Cục Dự trữ Liên bang Mỹ, vì vậy không có chi phí trực tiếp đối với người nộp thuế Mỹ, nhưng một gói cứu trợ lớn đã được gắn kết bởi một số tổ chức tài chính.)
Tuy nhiên, những cáo buộc này đang bị tranh chấp rộng rãi trong ngành tài chính. Nhà văn tài chính Sebastian Mallaby đã nói rằng các quỹ đầu tư có xu hướng "đủ nhỏ đối với sụp đổ", vì hầu hết là tương đối nhỏ về tài sản họ quản lý, và họ thường hoạt động với đòn bẩy thấp, do đó hạn chế các tác hại đến hệ thống kinh tế có thể xảy ra khi một trong số họ thất bại. Các quỹ phòng hộ thất bại không thường xuyên, và nhiều quỹ phòng hộ đã thất bại trong cuộc khủng hoảng tài chính. Trong điều trần trước Ủy ban Dịch vụ tài chính Hạ viện năm 2009, Ben Bernanke, Chủ tịch Cục Dự trữ Liên bang nói rằng ông "sẽ không nghĩ rằng bất kỳ quỹ phòng hộ, quỹ vốn cổ phần tư nhân nầo sẽ trở thành một công ty có tầm quan trọng hệ thống một cách cá nhân".
Tuy nhiên, mặc dù các quỹ phòng hộ phải nỗ lực để giảm tỷ lệ rủi ro cho phần thưởng, không tránh khỏi vẫn còn một số rủi ro. Rủi ro hệ thống được tăng lên trong một cuộc khủng hoảng nếu có hành vi "bầy đàn", làm cho một số quỹ phòng hộ tương tự làm ra thua lỗ trong các trao đổi tương tự. Sử dụng rộng rãi của đòn bẩy (vay để khuếch đại lợi nhuận) có thể dẫn đến các thanh lý bắt buộc trong một cuộc khủng hoảng, có thể trầm trọng hơn do bản chất kém thanh khoản của một số khoản đầu tư. Sự liên kết chặt chẽ của các quỹ phòng hộ với các nhà môi giới sơ cấp của họ, điển hình là các ngân hàng đầu tư, có thể dẫn đến hiệu ứng domino trong một cuộc khủng hoảng, và thực sự không còn các ngân hàng đối tác có thể đóng băng các quỹ phòng hộ. Tổng số tiền lớn tham gia - trên toàn cầu, hơn một nghìn tỷ đô la Mỹ, và được khuếch đại bởi đòn bẩy - thêm vào tất cả những rủi ro này.
Tháng Mười năm 2009, Financial Services Authority (FSA) Vương quốc Anh bắt đầu điều tra sáu tháng về những rủi ro do các quỹ phòng hộ và các đối tác của họ. Cuộc khảo sát tháng 7 năm 2011 đã xem xét những rủi ro bất ổn thị trường và rủi ro đối tác gây ra những tổn thất cho một lây lan rộng của hơn 100 quỹ được quản lý bởi khoảng 50 nhà quản lý, với tổng tài sản khoảng 390 tỷ USD, chiếm khoảng 20% tài sản thuộc quyền quản lý của các quỹ phòng hộ toàn cầu. Nó kết luận rằng rủi ro được hạn chế và đã giảm như kết quả trong đó có việc của các biên lớn hơn được yêu cầu của các ngân hàng đối tác, nhưng có thể thay đổi nhanh chóng theo điều kiện thị trường. Trong các điều kiện thị trường căng thẳng, các nhà đầu tư có thể đột nhiên rút một khoản tiền lớn, dẫn đến việc bán tài sản cưỡng bức. Điều này có thể gây ra các vấn đề về tính thanh khoản và giá cả nếu nó xảy ra trên một số quỹ hoặc trong một quỹ lớn có đòn bẩy cao.

### Tính minh bạch
Như các tổ chức tư nhân, quy định nhẹ, các quỹ phòng hộ không có nghĩa vụ công bố các hoạt động của họ cho các bên thứ ba. Điều này trái ngược với một quỹ tương hỗ (hoặc tín thác đơn vị) bị pháp định, thường sẽ phải đáp ứng yêu cầu quy định về công khai. Một nhà đầu tư trong một quỹ phòng hộ thường có thể truy cập trực tiếp đến tư vấn đầu tư của quỹ, và có thể thưởng thức nhiều báo cáo cá nhân hoá hơn các nhà đầu tư trong các quỹ đầu tư nhỏ lẻ. Điều này có thể bao gồm các cuộc thảo luận chi tiết về các rủi ro giả định và các vị thế quan trọng. Tuy nhiên, mức độ công bố cao này là không có sẵn cho người không phải là nhà đầu tư, góp phần phòng ngừa của quỹ phòng hộ cho tính bí mật, trong khi một số quỹ phòng hộ có tính minh bạch rất hạn chế thậm chí đối với cả các nhà đầu tư.
Các quỹ có thể chọn để báo cáo một số thông tin trong sự quan tâm của các nhà đầu tư tuyển dụng bổ sung. Phần lớn các dữ liệu có sẵn trong cơ sở dữ liệu hợp nhất là tự báo cáo và chưa được xác minh. Một nghiên cứu được thực hiện trên hai cơ sở dữ liệu lớn có chứa dữ liệu quỹ phòng hộ. Nghiên cứu lưu ý rằng 465 quỹ phổ thông có sự khác biệt đáng kể trong thông tin báo cáo (ví dụ như hoàn vốn, ngày thành lập, giá trị tài sản ròng, phí ưu đãi, phí quản lý, phong cách đầu tư, vv) và có 5% số hoàn vốn và 5% số NAV là khác nhau đáng kể. Với những hạn chế này, các nhà đầu tư phải làm nghiên cứu riêng của họ, mà có thể chi phí trên quy mô 50.000 USD.
Một số quỹ đầu tư, chủ yếu là Mỹ, không sử dụng bên thứ ba giám sát tài sản hoặc là người quản trị của họ (những người sẽ tính toán NAV của quỹ). Điều này có thể dẫn đến xung đột lợi ích, và trong trường hợp nặng có thể hỗ trợ gian lận. Trong một ví dụ gần đây, Kirk Wright của International Management Associates đã bị cáo buộc gian lận điện thư và các vi phạm chứng khoán khác mà bị cáo buộc gian lận của khách hàng gần 180 triệu USD.
Trong tháng 12 năm 2008, Bernard Madoff đã bị bắt vì vận hành một sơ đồ Pôn-di 50 tỷ USD mà được cho là một quỹ phòng hộ, và một số quỹ phòng hộ trung chuyển, trong đó lớn nhất là Fairfield Sentry, chuyển tiền cho nó.

### Cấu kết với các nhà phân tích
Vào tháng 6 năm 2006, được thúc đẩy bởi một lá thư từ Gary J. Aguirre, các Ủy ban Tư pháp Thượng viện bắt đầu một cuộc điều tra mối liên hệ giữa các quỹ đầu tư và các nhà phân tích độc lập. Aguirre bị sa thải khỏi công việc của mình với SEC khi, như điều tra viên chính của giao dịch nội gián cáo buộc chống lại Pequot Capital Management, ông đã cố gắng để phỏng vấn John Mack, sau đó được xem xét làm CEO tại Morgan Stanley. Ủy ban pháp chế và Ủy ban Tài chính Thượng viện Hoa Kỳ đã phát hành một báo cáo gay gắt trong năm 2007, phát hiện ra rằng Aguirre đã bị đuổi việc bất hợp pháp trong sự trả thù cho việc theo đuổi Mack của ông và trong năm 2009, SEC đã buộc phải mở lại trường hợp của mình chống lại Pequot. Pequot đã giải quyết với SEC 28 triệu USD và Arthur J. Samberg, Giám đốc đầu tư của Pequot, đã bị cấm làm việc như một nhà tư vấn đầu tư. Pequot bị đóng cửa dưới sức ép của các cuộc điều tra.
Thực hành hệ thống của các quỹ phòng hộ nộp các câu hỏi điện tử định kỳ cho các nhà phân tích cổ phiếu như một phần của nghiên cứu thị trường đã được báo cáo trong của  The New York Times trong tháng 7 năm 2012. Theo báo cáo này, một động lực cho các câu hỏi là nhằm thu được những thông tin chủ quan không có sẵn để thông báo sớm công chúng và thông báo sớm có thể về các khuyến nghị giao dịch mà có thể tạo ra các trào lưu thị trường trong ngắn hạn.

### Định giá quá mức các tài sản
Vào tháng 10 năm 2012, Ủy ban Chứng khoán và Hối đoái Hoa Kỳ buộc một quỹ phòng hộ của New Jersey, Yorkville Advisors LLC, các nhà phát triển của Standby Equity Distribution Agreement và hai giám đốc của nó tội danh lừa đảo, bởi ý đồ để định giá quá mức các tài sản.

### Giá trị danh mục đầu tư hiệu quả trung dung/mâu thuẫn
Theo lý thuyết danh mục đầu tư hiện đại, các nhà đầu tư hợp lý sẽ tìm cách giữ danh mục đầu tư mà hiệu quả trung dung/mâu thuẫn (có nghĩa là, danh mục đầu tư cung cấp mức hoàn vốn cao nhất cho mỗi đơn vị rủi ro, và mức rủi ro thấp nhất cho mỗi đơn vị hoàn vốn). Một trong những tính năng hấp dẫn của các quỹ phòng hộ (đặc biệt là trung lập thị trường và các quỹ tương tự) là họ đôi khi có một sự tương quan khiêm tốn với các tài sản truyền thống như chứng khoán. Điều này có nghĩa rằng các quỹ phòng hộ có vai trò tiềm năng rất có giá trị trong danh mục đầu tư như các yếu tố đa dạng, làm giảm thiểu rủi ro danh mục đầu tư tổng thể.
Tuy nhiên, có ba lý do tại sao người ta có thể không muốn phân bổ một tỷ lệ cao tài sản vào các quỹ phòng hộ. Những lý do này là:
1. Các quỹ phòng hộ là rất cá nhân và rất khó để ước tính các thứ như hoàn vốn hoặc rủi ro;
2. Tương quan thấp của quỹ phòng hộ với các tài sản khác có xu hướng tiêu tan trong các sự kiện thị trường căng thẳng, làm cho chúng ít hữu ích hơn nhiều cho đa dạng hóa hơn họ có thể xuất hiện, và
3. Hoàn vốn quỹ phòng hộ bị giảm đáng kể bởi các cấu trúc phí cao mà thường được bị tính phí.

Một số nghiên cứu cho thấy các quỹ phòng hộ đang đa dạng hóa đủ để xứng đáng đưa vào các danh mục đầu tư, nhưng điều này còn gây tranh cãi ví dụ Mark Kritzman người đã thực hiện một tính toán tối ưu hóa trung bình-mâu thuẫn trên một tập hợp cơ hội mà bao gồm một quỹ chỉ số chứng khoán, một quỹ chỉ số trái phiếu, và mười quỹ phòng hộ giả thuyết. Tôi ưu hóa cho thấy một danh mục đầu tư hiệu quả trung bình-mâu thuẫn không chứa bất kỳ phân bổ nào cho các quỹ phòng hộ, chủ yếu là do tác động của phí thực hiện. Để chứng minh điều này, Kritzman lặp đi lặp lại tối ưu hóa bằng cách sử dụng một giả định rằng các quỹ phòng hộ không có phát sinh phí thực hiện. Kết quả từ tối ưu hóa thứ hai này là một phân bổ 74% cho các quỹ phòng hộ.
Yếu tố khác làm giảm sự hấp dẫn của các quỹ phòng hộ trong một danh mục đầu tư được đa dạng hóa là họ có xu hướng không thực hiện trong các thị trường vốn cổ phần suy giảm, chỉ khi một nhà đầu tư cần một phần của danh mục đầu tư của họ để tăng thêm giá trị. Ví dụ, bào tháng Giêng–tháng Chín năm 2008, chỉ số quỹ phòng hộ Credit Suisse/Tremont  đã giảm 9,87%. Theo loạt chỉ số tương tự, thậm chí các quỹ "thiên vị ngắn dành riêng" đã có hoàn vốn -6,08% trong tháng 9 năm 2008. Nói cách khác, mặc dù các tương quan trung bình thấp có thể xuất hiện để làm cho các quỹ phòng hộ hấp dẫn điều này có thể không làm việc trong thời kỳ hỗn loạn, ví dụ xung quanh sự sụp đổ của Lehman Brothers trong tháng 9 năm 2008.

## Các hãng quỹ phòng hộ đáng chú ý
Danh sách các hãng quỹ phòng hộ đáng chú ý:
- Amaranth Advisors
- BlackRock
- Bridgewater Associates
- Brevan Howard
- GLG Partners
- JPMorgan Chase & Co.
- Long-Term Capital Management
- Man Investments
- Marshall Wace
- Och-Ziff Capital Management
- Paulson & Co.
- Renaissance Technologies
- Soros Fund Management
- The Children's Investment Fund Management (TCI)
- Quant First Alternate Investment Trust (QF)